# ماهیگیری در طبیعت
ماهیگیری در طبیعت یا شیلات طبیعی (به انگلیسی: Wild fisheries)، در یک پهنه آبی طبیعی با جمعیت قابل توجهی از ماهیان آزاد یا دیگر جانوران آبزی (سخت‌پوستان و نرم‌تنان) انجام می‌شود که می‌توان آن را برای ارزش تجاری آن برداشت کرد. ماهیگیری طبیعی می‌تواند دریایی (آب شور دریا) یا دریاچهای / رودخانهای (آب شیرین) باشد و به شدت به گنجایش برد بوم‌سازگان آبی محلی متکی است.

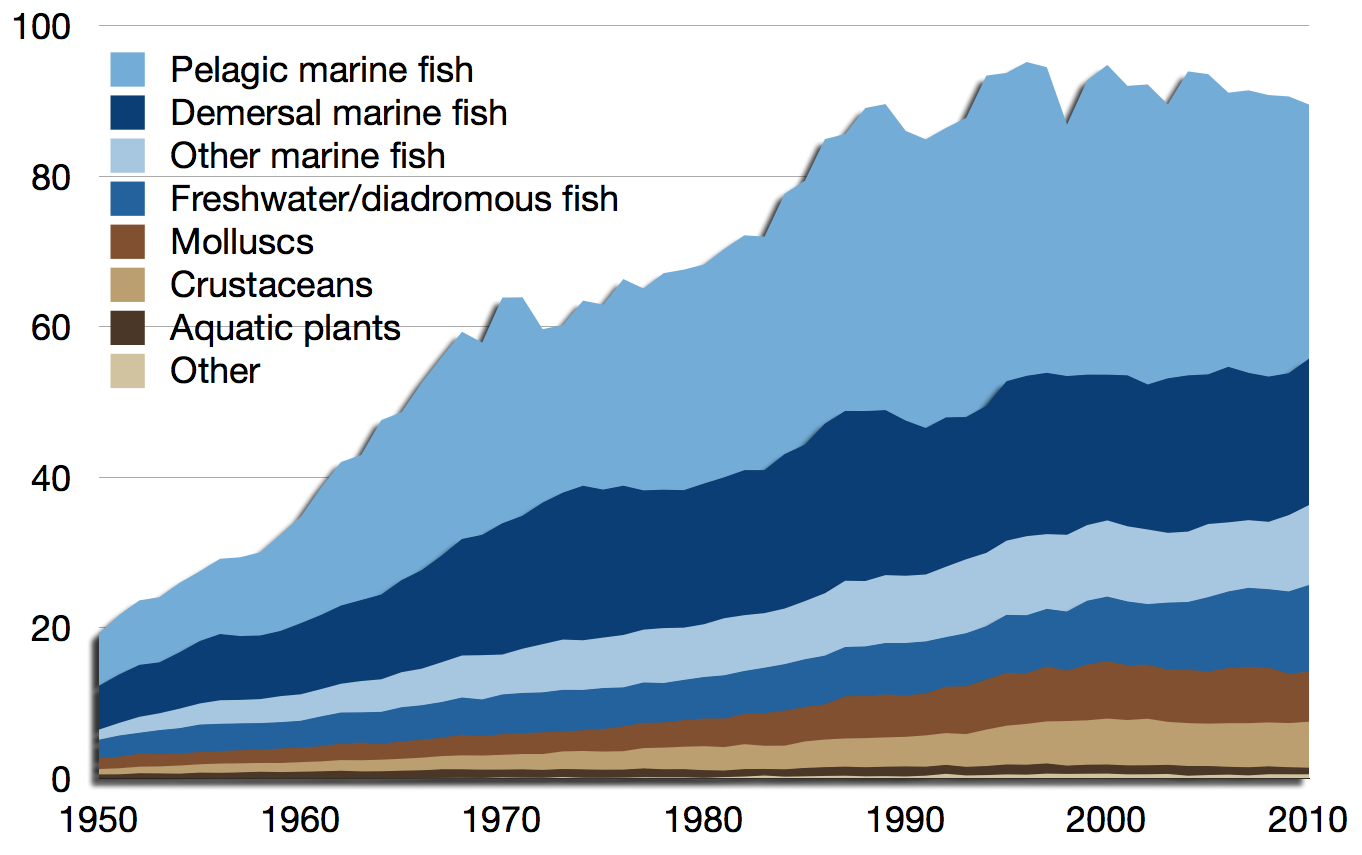
ماهیگیری جهانی در طبیعت در مقیاس میلیون تن، ۱۹۵۰–۲۰۱۰, بر پایهٔ گزارش فائو

بر پایهٔ گزارش سازمان خواربار و کشاورزی (FAO)، برداشت جهانی توسط ماهیگیری تجاری در سال ۲۰۱۰ شامل ۸۸٫۶ میلیون تن آبزیان صیدشده در ماهیگیری طبیعی، به علاوه ۰٫۹ میلیون تن دیگر گیاهان آبزی (جلبک دریایی و غیره) بود). این را می‌توان با ۵۹٫۹ میلیون تن تولیدشده در مزارع پرورش ماهی به اضافه ۱۹٫۰ میلیون تن دیگر از گیاهان آبزی که در آبزی‌پروری برداشت شده‌است مقایسه کرد.